# Vauquelinite
Vauquelinite là một tạp khoáng với các công thức CuPb2(CrO4)(PO4)(OH) tạo cho nó sự kết hợp giữa crômat và phosphat của đồng và chì. Nó tạo thành một loạt với khoáng asenat  fornacite.
Lần đầu tiên được mô tả năm 1818 trong quặng Beryozovskoye, Uran, Nga và được đặt tên theo Louis Vauquelin (1763-1829), nhà hóa học tìm ra nó. Vauquelinite được tạo ra khi oxy hóa thủy nhiệt tầng quặng, liên kết với crocoit, pyromorphite, mimetite, cerussite, beudantite và duftite tại các vùng đặc biệt ở Nga.